# Гімн
Гімн (дав.-гр. ὕμνος; hýmnos — похвальна пісня), також сла́вень — урочиста пісня, яка вихваляє та прославляє кого-небудь або що-небудь (первісно «божество»).
У нинішньому світському значенні — це зазвичай державний гімн, урочистий музичний твір на слова символічно-програмного змісту, який вживається здебільшого як символ держави (нарівні з іншими атрибутами: прапором, гербом тощо).

## Етимологія
Слово не має ясної етимології. Античність пов'язувала його з дієсловом ткати (дав.-гр. ὑφαίνω), розуміючи гімн як «зіткану» пісню. У ті часи проголошення слів метафорично розуміли як ткацький процес, як поєднання слів у мовленнєву «тканину». Але фактів давньогрецької мови недостатньо для пояснення етимології слова гімн. П. Шантрен зводить його походження до догрецьких або негрецьких витоків, посилаючись на такі слова, як дифірамб, елегія, лин, що є негрецькими за походженням, та вказують на різні види ритмічно вимовлюваних текстів, які надалі переходять у пісню.

## Історія гімну
Як жанрова форма поезії еволюціонував з культових пісень, завершуваних молитвою до культового божества (Єгипет, Месопотамія, Індія). В Елладі вживався на честь Аполлона (пеан), Діоніса (дифірамб) або у вигляді гіпорхеми.
У добу Середньовіччя знаний як хорал. Гімн поширювався і в ренесансно-бароковій Україні (кондаки). Набуваючи світського характеру, гімн пов'язується з урочистими подіями загальнонаціонального значення, з офіційними церемоніями, демонстраціями тощо.

## Релігійні гімни
Гімн Лютера «Eine feste Burg» став бойовою піснею німецьких протестантів; зі співом гімнів йшли битися і війська Кромвеля. Економічна депресія Німеччині після 30-річної війни і викликаний нею розквіт релігійних та містичних настроїв породжують останню сильну хвилю гімнічної поезії (Ангелус Сілезіус, Пауль Герхардт, Пауль Флемінг та ін.) (Див. також антем.)
Викорінення літературної форми позначається (як і в пізнішій творчості пієтизму та теїзму XVIII ст.) У зверненні частиною до форм народної пісні (що мав і виховну мету — боротьбу з любовною піснею), частиною ж до форм світської еротичної поезії (пастораль). У літературі XIX ст. форма релігійного гімну є вже мертвою формою — надбанням нечисленних епігонів (Герок).

## Літературні гімни
На початку XIX ст. романтики намагались воскресити форму гімну як емоційно насиченої (патетичної) і метрично вільної ліричної форми — «Гімни до ночі» (нім. Hymnen an die Nacht) Новаліса; наслідування цій формі Гейне — нім. «Ich bin das Schwert, ich bin die Flamme» — представляє вже справжнє «вірш у прозі». В Англії гімни Новаліса перекладав Джордж Макдональд.

## Національні гімни
Пісня, що є одним з видів національних символів, нарівні з прапором та гербом.
Використання релігійного гімну як бойової пісні породжує явище так званого «національного гімну» — урочистої пісні нерелігійного змісту, що виконується при всіх офіційних випадках. Деякі з творів цього роду є відображенням націоналістичних («Die Wacht am Rhein», «Deutschland, Deutschland über alles», «Rule Britannia») і революційних («Марсельєза») настроїв, тоді як інші — зразки продукції так званої «придворної» поезії («God save the King»).
Першим широко відомим в Європі національним гімном є британський «God save our Lord the King» («Боже, бережи короля»). Досі він не є офіційним державним гімном (тобто його ніколи не стверджував законом король чи парламент). Потім в наслідування йому з'явилися гімни інших європейських держав. Спочатку більшість з них співалися на музику британського гімну (наприклад, російський «Боже, Царя храни!», Американський «My Country, 'Tis of Thee», гімн Німецької імперії «Heil dir im Siegerkranz», швейцарський «Rufst du mein Vaterland» та інші v всього близько 20 гімнів). Після того, як гімни стали затверджуватися монархами або парламентами, майже кожен гімн отримав власну мелодію. Але гімн Ліхтенштейну — пісня «Oben am jungen Rhein» — досі співається на музику англійського гімну.

### Гімн України
Державний Гімн України — «Ще не вмерла України», офіційно прийнятий після проголошення незалежності України. Слова написав Павло Чубинський (1862), а музику — спочатку Микола Лисенко, а потім Михайло Вербицький.
У XIX–ХХ ст. у ролі національних гімнів використовувалися й інші пісні — «Заповіт» Тараса Шевченка, «Не пора» (слова Івана Франка, музика Дениса Січинського), «Вічний революціонер» (слова Івана Франка, музика Миколи Лисенка).